# 北方対策本部
北方対策本部（ほっぽうたいさくほんぶ、英語：Northern Territories Affairs Administration）は、日本の官公庁の一つであり、内閣府の特別の機関である。

## 沿革
- 1972年5月15日 - 北方対策本部を総理府の機関として設置。
  - 沖縄開発庁の設置に伴い沖縄・北方対策庁が廃止されたため、北方対策事務を引き継ぐ組織として設置された。
  - 本部長には総理府総務長官たる国務大臣を充て、副本部長には総理府総務副長官（事務担当）を充てた。
- 1984年7月1日 - 北方対策本部を総務庁の特別の機関に移行。
  - 総理府本府の大半の組織と行政管理庁との統合により、総務庁が発足したことに伴う移管。
  - 本部長には総務庁長官たる国務大臣を充て、副本部長には総務事務次官を充てた。
- 2001年1月6日 - 北方対策本部を内閣府の特別の機関に移行。
  - 中央省庁再編に際して、総務庁の所掌事務が総務省と内閣府とに分散整理されたことに伴う移管。
  - 本部長には沖縄及び北方対策担当大臣を充て、副本部長には内閣府審議官（次官級）のうち大臣が指名する者を充てる。

## 組織構成
組織の長は北方対策本部長であり、その下に副本部長が置かれている。また、副本部長の事務を助けるため、審議官、参事官がそれぞれ置かれている。内閣府設置法により、北方対策本部長には内閣府特命担当大臣（沖縄及び北方対策）が就くと定められている。同様に、内閣府本府組織令により、副本部長には内閣府審議官が就くと定められている。

## 概要
ロシアによる占拠が続く北方地域（択捉島、国後島、色丹島、歯舞群島）の返還を実現するため、中央省庁や地方公共団体との調整や連携を図り北方領土問題の解決を目指す官公庁である。内閣府が所管する独立行政法人北方領土問題対策協会や、各都道府県単位で設置された北方領土返還要求運動都道府県民会議など、北方領土問題に関連する団体との連携も図っている。

### 所管事務
- 北方地域に関する諸問題への対処に関する事項
- 北方領土問題その他北方地域に関する諸問題についての国民世論の啓発に関すること。
- 北方地域に生活の本拠を有していた者に対する援護措置その他北方地域に関する事務（外務省の所掌に属するものを除く。）の推進に関すること。
- 本土と北方地域にわたる身分関係事項その他の事実についての公の証明に関する文書の作成に関すること。
- 本土と北方地域との間において解決を要する事項についての連絡、あっせん及び処理に関すること。